# 長野県市田村一家7人殺害事件
長野県市田村一家7人殺害事件（ながのけんいちだむらいっかしちにんさつがいじけん）は、1946年（昭和21年）5月9日に日本の長野県下伊那郡市田村大島山（現：高森町大島山）で発生した未解決の大量殺人事件である。就寝中の一家7人が薪割り用の斧で殴り殺され、玄米4俵と精米15 kgが盗まれた。長野県警察が発行する資料では市田村一家七人殴殺強盗事件と呼称される。また地元の新聞では市田の一家七人殺し、市田の七人殺しとも呼称される。
この事件は現在の高森町域で戦後初めて発生した殺人事件であり、終戦直後の混乱期に飯田下伊那の住民を震撼させた事件でもある。事件当時は戦後、長野県内で発生した最も残虐な殺人事件と言われ、長野県警（事件発生当時は長野県警察部）は強盗殺人事件として懸命に捜査を行ったが、初動捜査の不備に加え、終戦直後の混乱期であったことから捜査体制も整っておらず、物的証拠が乏しかったことなどから捜査は難航、未解決のまま事件発生から15年後の1961年（昭和36年）5月9日に公訴時効が成立した。長野県内で公訴時効が成立した事件は昭和に入って3件目で、殺人事件に限れば戦後初めて県内で公訴時効が成立した事件であるとされる。一家の主であった被害者の女性A1（当時38歳）が未亡人であったことや、現場の室内が荒らされていたことから、動機は物取りと痴情の両説があったが、未解明のままである。

## 事件現場
現場の家は市田村大島山の集落の北西部に位置していた木造平屋建ての住宅で、間口7間、奥行き3間半だった。この家は山際に建っていた一軒家で、飯田市からは北方約8 km、市田駅（国鉄飯田線）からは北西約4 km離れており、最寄りの県道から北西方向へ約1 km入った地点に位置していた。
事件当時の市田村には大都市圏から多くの者が闇米の買い出しに訪れていたが（後述）、後述のように現場には余分な米がなかったため、行商人や闇米のブローカーもほとんど立ち寄らない状態だった。一方で大島山地区や隣接する吉田地区では、前年の1945年（昭和20年）秋から食糧が盗まれる事件が相次いでおり（後述）、被害者宅でも甘藷や洗い米が盗まれたことがあった。このことから集落の人々が相次ぐ盗難に警戒を強めていた矢先に発生した事件だった。
事件現場周辺は戦後に入って「市田柿」の本格的な栽培が始まり、事件から68年後の2014年（平成26年）時点では市田柿の段々畑が広がっている。現場となった家屋は事件後、無人となって荒れ果てていたが、被害者一家の近親者からの申し入れを受けて1954年（昭和29年）に解体され、1961年5月の時効成立時点では畑になっていた。その後、2014年時点ではA1一家の親戚の家が建っている。また事件から58年後の2004年（平成16年）9月時点では、現場付近に7体の古びた地蔵がある。

## 被害者
殺害された被害者は、この家に住んでいた女性A1（当時38歳）と長男A2（同12歳）・次男A3（同9歳）・長女A4（同6歳）・三男A5（同3歳）の母子5人、そして同居人の女性B1（同25歳）とB1の娘である女児B2（同3歳）を含む計7人で、女性と子供ばかりの世帯だった。斎藤充功の取材に応じた地元住民によれば、現場周辺の集落は住民の3分の1が、A1一家と同じ姓の親戚関係であるという。しかしA1は内気な性格で近所付き合いも少なかったため、近隣住民たちも用事がなければA1宅に遊びに行くことはなかったという。『信濃毎日新聞』によれば、A1は夫が病死して以降は親類との交流も絶えていたという。
A1は1934年（昭和9年）に結婚したが、事件の8か月前に夫が病死したため、その後は一家の柱として農業に従事していたが、水田3反歩、畑2反5畝を耕作する農業収入があるだけで、生活は苦しかった。またB1はA1の妹で、東京都荏原区小山（現：品川区小山）の病院で看護婦として働いていたころ、務めていた病院の男性医師Xとの間に私生児としてB2をもうけたものの、1944年（昭和19年）1月にXと手を切り、姉A1のいる市田村へ身を寄せていた。その後、市田村の住民である男性の厚意でXから手切れ金を受け取り、事件から4か月前の1946年1月20日から姉A1と同居するようになり、農業の手伝いをしていた。B1の元愛人およびB2の父親であるXについては、1944年春に出征したと報じられており、またA1・B1姉妹の兄はXについて、B1と別れてからは故郷である青森県八戸市の赤十字病院で勤務していたが、軍医として召集されてから消息不明であると述べていた。
A1方では玄米約110斗の収穫があったが、49斗5合を供出しており、また約15斗を年貢米として収めていたため、自家保有米は約46斗だった。事件当時は物置に玄米4俵、籾2俵と雑穀少量があったが、一家は4斗の供出を控えていたことから、供出後は秋の収穫まで子供たちを含めた一家7人で1日1升2合しか米を食べられなかったことが窺える。事件当時、A1宅は村の調査で「貧困母子家庭」に該当していたことから、民生委員が援護の手を差し伸べようか否か検討していた矢先に事件が発生した。一方でB1・B2母子は配給米を受けており、また11俵を供出した後の同年4月末に集落が米の保有量を調べたところ、A1は6俵を保有していると申し出ていたことから、実際にはそれ以上の米を持っていると見られており、母子5人のみの家庭としては裕福であると思われていたため、物盗り目的で狙われたのではないかという報道もある。

## 事件発覚
5月10日18時ごろ、大島山集落の住民である女性・甲は隣組でお産があったことを受け、誕生祝の事付のためにA1宅を訪れた。しかし何度名前を呼んでも返事がなく、周囲の畑でA1が農作業をしている姿も確認できなかったため、障子の割れ目から家の中を覗き込んでみた。すると座敷の中に布団が敷いてあり、家人が寝ている様子だったが、大声で名を呼んでも目を覚まさないこと、そしてB1らしい人物の顔が赤黒く汚れていることを不審に思った甲は、近所の夫婦を呼んできて改めて3人でA1の名を呼んだが、やはり返事はなかった。このため甲らはA1らが死亡していることに気づき、親戚や隣組の人々を呼び集めてA1宅に入ったところ、血の海になった部屋の中で、頭や顔を割られた一家7人の他殺体が発見された。
19時50分ごろに近隣住民の1人が市田村巡査駐在所へ電話で事件発生を連絡し、これを受けた駐在所員は20時4分、飯田警察署の司法主任である警部補に事件発生の旨を連絡した上で、自転車で現場に急行した。当時は食糧難から、現場に駆けつけた警察官も代用食を持って自転車で飯田から事件現場へ通っていたという。司法主任は直ちに署長へ殺人事件発生の旨を連絡し、飯田署は全署員を非常招集した上で現場に急行、現場保存と周辺での聞き込み捜査を開始した。翌11日には県警察部の捜査陣が現場に到着し、同じく現地に派遣されていた飯田署の刑事課員たちと合流して現場検証を行った。

### 発見状況
被害者7人はいずれも、就寝中に薪割り用の斧で頭部もしくは額を1、2回殴られて殺害されたものと推定されている。被害者が最後に近隣住民と会ったのは5月8日ごろで、それから事件発覚までの間に現場の家を訪れた者はおらず、事件の発生時刻は正確には特定されていないが、当初は犯行は8日夜から9日未明にかけて、もしくは9日夜から10日未明にかけて行われたものと推測された。同月11日に遺体の司法解剖が行われた結果、胃腸内の食物の消化状態から死亡推定時刻は食後約5、6時間後と推定された。さらに一家の行動を調査した結果、一家は9日には山へ摘み草に行き、17時ごろに帰宅、18 - 19時ごろに夕食を済ませて20時ごろに就寝したものと推定された。このため、犯行時間は9日23時ごろから10日2時ごろまでの間、もしくは9日21時ごろから10日1時ごろの間へと絞られた。なお事件当時の夜は上弦の月が出ていたが、23時ごろから雨が降り、特に日付が変わる0時ごろには大雨になっていたため、月明かりはなかった。後述のように犯人は米4俵を現場から盗み出していたが、雨の中で重い米俵を背負って長い距離を歩くことは困難であると思われたため、最終的には犯行は9日23時から24時（＝10日0時）の間に行われたと推定されている（後述）。
事件当夜、A1らは台所の戸締まりを忘れて就寝したと見られている。また障子には唾液で穴を開けた跡があり、犯人が外から室内の様子を窺うために開けた穴であると見られている。

### 凶器
凶器は薪割り用に用いられる「ヨキ」と呼ばれる斧で、犯人が犯行のために持ち込んだものであると断定された。この斧は長さ3尺の樫の柄がついており、重量は770匁 (2.9 kg) だったが、赤く錆びていたことから約1年間にわたって使われていなかったことが窺えた。また斧には「市」の刻印があり、捜査の結果、1930年（昭和5年）に山吹村で10丁制作されたもののうち、市田村下市田の住民が購入して地元の製糸組合に納入、釜焚きの薪割りに用いられていた7丁のうちの1丁だったことが判明した。この凶器が事件の唯一の証拠品とみなされた一方、他の6丁は1930年から1946年1月までの間にすべて紛失されていたが、その原因や所持関係を明らかにできれば犯人検挙につながると見られたことから、長野県警察部はこの斧に関する捜査を重点的に行った。
県警は斧の納入を受けていた製糸組合の従業員・出入り業者などを虱潰しに調べ、捜査対象となった人物は293人、範囲は市田村を中心に大島村（後の松川町）、神稲村（後の豊丘村）にまでおよんだ。しかし事件当時は終戦直後の混乱期であり、かつそれから15、16年前に遡っての捜査であることに加え、斧の保管責任者が1943年（昭和18年）に満州に行ったまま消息不明になっていたことなどから困難を極めた。最終的に7丁の斧のうち、同じく行方不明になっていた6丁の中の3丁はそれぞれ雑役夫や火夫の助手たちに盗まれていたことが判明したものの、凶器の斧を含む残り4丁の所持者は最後まで明らかにならなかった。斎藤は当時の捜査体制について、斧の販売先や顧客の保管状況などの徹底的な捜査が不足していたのではないかと指摘している。

### 被害品
事件後、犯人は現場の室内を物色して籾玄米4俵を奪ったが、これらを現場から約300 m離れた市田村大字吉田の甘藷貯蔵用の洞穴の中に隠していた。発見時、4俵のうち1俵には血痕が付着していた。この洞穴は洞穴近くに住む住民が所有していた山林内にあったもので、現場から洞穴までは人家のない原野の下り坂になっていた。この洞穴の周辺では同年1月から事件発生までの間に、付近にある複数の洞穴から貯蔵してあった甘藷が盗まれる事件が続発しており、この洞穴も事件前の3月、もしくは事件直前の5月6日に甘藷を盗まれる被害に遭っていた。それ以降は事件当時まで空になっており、所有者も寄り付いていなかったという。捜査本部はそれらの盗難事件の犯人（現行犯で見つかった者、逃亡時に姿を見られた者など）の身辺調査をしたが、いずれもこの一家7人殺害事件とは無関係だった。
これらの玄米は、当時の新円に換算して時価5,000円程度の価値があったとされる。洞穴の所有者からその連絡を受けた捜査本部が駆けつけたところ、米俵にはわずかながら血痕が付着していたことなどから、これらを被害品と断定した。その上で犯人が必ず米を取りに来るものと見て極秘に捜査員を張り込ませたが、通報者である洞穴の所有者に口止めしていたにもかかわらず張り込みの情報が漏洩してしまい、2日間の張り込みも徒労に終わった。このように犯人が奪った米俵を持ち去らずに遺棄したことから、村民が怨恨を動機に犯行におよんだのではという説が流れた。
また勝手口の上り框には縄を張った背負子が置いてあった。事件前、現場には背負子が2丁あったとされるが、うち1丁はなくなっており、これも犯人が米俵を盗み出す際に使った上で持ち去ったものと思われるが、発見されていない。加えて米叺の口が開いており、米粒がこぼれていることも確認された。最終的には被害品は玄米4俵、精米15 kgとされている。

## 捜査
長野県警刑事課と所轄の飯田署は事件発生の報を受け、現場近くの瑠璃寺に捜査本部を設置し、それ以来村には半年間にわたって捜査本部が設置されていた。県警は事件発覚から同年8月15日まで行われた特別捜査で捜査員81人を投入し、延べ約8,000人におよぶ捜査を展開したが、極度の食糧難から十分な捜査活動を展開することができず、事件発生からわずか3か月で捜査体制を縮小することとなった。『信濃毎日新聞』 (1961) は同年時点で同様の事件が発生した場合、捜査員200人程度が動員されると思われるが、事件発生直後はわずか3、40人程度しか動員できなかったと報じている。1961年当時の飯田署長は、事件発生当時は食糧が乏しく、警察官たちも草を食べていたような状態であり、それが捜査に支障をきたした一因であると述べている。捜査員たちは3か月間で著しく疲弊し、ほとんどの者が体重を5 - 10 kg減らしていたという。
また以下の要因から、捜査は困難を極めた。
- 聞き込みで有力な手掛かりを得ることができなかったこと - 被害者の一家全員が死亡しており、また事件当時は終戦直後で警察力が弱かったことが要因とされる[16]。
- 物的証拠の少なさ - 物証は凶器の斧と被害品の米俵のみだった[18]。
- 事件発覚の遅れ、現場の荒廃 - 現場は人里離れた山腹に建つ一軒家だったため[24]、事件発生から発覚まで1日を要した[20]。また現場は雨に洗われ[20][16]、さらに事件発生時に村民が鐘を打って事件を全村に知らせたため[52]、警察官より先に現場に駆けつけた住民が、凶器に手を付けたり死体を動かしたりしていた[24]。このため、警察は犯人の指紋や足跡を十分に採取することができなかった[20][16]。長野県警は事件発覚から警察が駆けつけるまでの間に、親戚や集落の住民が現場を荒らしてしまったことが現場鑑識による犯人特定を困難にしたと評している[1]。元長野県警の桜井袈裟慶や池内司もこの点を指摘し、犯罪捜査においては事件現場の保全が重要であると述べている[24][29]。
- 地元住民の捜査への非協力的な態度 - 集落の住民たちは後の関わり合いを恐れたためか、一斉に口をつぐむなどした[20][24]。事件当時、市田村には名古屋・東京方面からヤミ米を買い出しに来たカツギ風[注 7]の人物が多数訪れていたが、ヤミ米を売って生活費にしていた住民たちは「捜査員が長くいるとヤミ米売りが出来ない」と警察に非協力的だった[16]。もしカツギ風の人物たちの中に犯人がいた場合、地元の非協力的な態度が事件を未解決のまま終わらせた大きな原因となった可能性が指摘されている[16]。また事件当時、長野県警刑事部警察課長を務めていた細萱復司は、捜査員が聞き込み先で村人に聞き込みをしながらメモを取ると、それを「調書をとられる」という感覚で受け取られ、村人たちが口をつぐんだことや、捜査員が事件に関する私見を村人に話した結果、それが「世論」と化したことが捜査の支障になったと指摘している[54]。
- 事件当時は警察組織が改革時期にあったこと、新刑事訴訟法の影響[24]
- 事件当時は科学捜査技術が未熟だったこと - 県警本部の刑事調査官の一人は、仮に事件当時からルミノール反応を調べることができていたら犯人の足取りを特定できた可能性が高いと指摘している[16]。

翌8月16日から1947年（昭和22年）12月30日までは捜査員17人体制で第二次特別捜査を行ったが、捜査本部による1年半におよぶ捜査でも犯人逮捕には至らず、1948年（昭和23年）1月1日から1961年（昭和36年）1月31日までは所轄警察署である飯田警察署員2人に特命して捜査を続けた。1948年5月には県警本部捜査課員が再び現地に応援出張し、それまでの捜査結果を詳細に検討した上で第二次捜査方針を立て、1か月にわたる捜査を行ったが、その際も犯人検挙の手がかりは得られず、飯田署が継続捜査を行うこととなった。捜査規模が縮小されるまでの4年間で投入された捜査員は延べ1万人超におよんだが、この数字は当時、1事件で動員された捜査員数としては最多だった。その後、事件から10年目となる1956年（昭和31年）5月までに飯田署長は6代にわたって代替わりしたが、犯人逮捕には至らず、同月時点では既に捜査はほとんど行き詰まっていた。事件以来、警察は犯人が命日に墓参りに来るのではないかと張り込みをしていたが、それも徒労に終わっていた。

### 犯人像
凶器や犯人のものと思われる足跡がそれぞれ1つずつしかなかったことに加え、犯人が犯行後に現場から約300 m離れた洞窟まで玄米を運び出すために数回往復していることから、犯人は単独犯とされている。また犯人のものと思われる足跡が大きかったことや、被害者7人を1、2回の殴打でそれぞれ即死させたこと、1人で玄米を運び出せたことから、犯人は力のある男、かつ斧の柄に付着した血痕の様子から左利きの人物であることが推定された。さらに犯人が現場の内部事情を知っていると見られたことや、現場から米を盗んだ一方で金目のものには手を付けていないこと、そして無抵抗な被害者たちを次々と惨殺している点から、現場に土地勘のある地元住民で、事件当時は米に困っており、かつ精神および性格に異常があった人物であるということも推定されている。
捜査本部は隣接する町村や飯田市内全域で、盗癖者、素行不良者（前科者など）、未分不相応の金銭消費者、食糧品ブローカー、復員軍人・朝鮮人・疎開転入者など、様々な人物を対象として捜査を行った。中でも前述のプロファイリング結果から、捜査本部内部では食糧困窮者による犯行であろうとする見方が最も強く、捜査線上に浮上した約400人を徹底的に調べたところ、被疑者として2、3人が浮上した。被害者一家と同じ集落に住んでおり、かつ子供が多く生活苦に悩んでいた某人物に目星がついており、事件はスピード解決するようだという報道もあったが、捜査線上に浮上した者たちを犯人と裏付ける決定的な証拠はなく、被疑者逮捕には至らなかった。3人の重要参考人はいずれも旧市田村の村民で、うち1人は事件直後に「この世に生きることが恐ろしくなったのであの世に行きたい」と自殺を示唆するような文書を残して数日間行方不明になっていたが、その後帰宅してきたため、警察が事件の被疑者として追及したところ自供を得たが、犯行を裏付ける物的証拠がなかったため逮捕には至らなかった。また事件当夜、犯行時刻後に自宅付近で人間の血が付着した衣服を洗濯していた人物や、同様に血液の付着した背負子を自宅に持っていた人物もそれぞれ捜査線上に上がり、後者は自身が犯人であることを仄めかす供述をしたが、2人とも血痕が被害者のものかまでは断定できなかった。時効が成立した1961年時点では3人の重要参考人のうち、後者の2人は既に死亡しており、唯一存命だった前者の1人についても犯人であるという決定的な証拠は出てこなかった。桜井によれば捜査線上には10人程度の被疑者が浮上しており、その中にはプロファイリングされた犯人像と共通点が多く、かつ米俵が隠されていた洞穴を知っていた者などもいたが、いずれも証拠不十分だったりアリバイが判明して捜査線上から消えたりしたため、逮捕には至らなかった。また集落の住民たちも疑心暗鬼に陥り、特定の人物を名指しで犯人呼ばわりする住民が現れたところ、名指しされた側が逆に自分を犯人呼ばわりした住民を犯人呼ばわりするという出来事も起き、最終的には最初に「あいつが犯人だ」と言いふらした側の住民が事件から約3か月後に自殺したため、他の住民からその自殺した住民に対し「自分でやっておきながら、人に罪をなすりつけようとした」と非難するような声も出た。
事件から3年目の1949年（昭和24年）4月1日には富山県警から長野県警へ、富山県で窃盗事件を起こして現行犯逮捕された男が一家7人殺害事件の犯人であると自供したという連絡が入り、これを受けた長野県警の捜査員は富山県警に出張して男の取り調べを行った。しかし死刑に相当する殺人事件を窃盗犯が積極的に自供したことは不自然であることに加え、その供述内容も事実と矛盾していたり、犯人でなければ知り得ない事実が含まれていなかったりと不自然な点が見られた。最終的に、この「自供」は長野県出身であるこの男が富山県の刑務所ではなく、郷里である長野の刑務所に入りたかったがために行った狂言であることが判明した。
近隣住民とのトラブルに端を発する怨恨関係や、痴情が原因とする線でも捜査は行われたが、それらについても根拠となると思われていた証言が事実無根であることが判明するなどしており、被疑者が浮上することはなかった。B1の元愛人でB2の父親でもある男性医師X（前述）についても、事件前に一度娘であるB2に会うため現場を訪れたという証言が地元住民からなされたが、捜査員の大半は「インテリ」であるXが残虐な殺人を犯すことは考え難いと考えていたため、Xに対する追跡調査は十分には行われなかった。

### 迷宮入り
公訴時効成立3か月前の1961年1月31日から2月1日にかけ、県警本部刑事部長の甘利、鑑識課長の徳永、調査官の室根らが事件の総合的な再検討を行った。その結果、2月1日から最終特別捜査を行うこととなり、捜査一課警部の小野や飯田署刑事課長の中島ら10人による捜査班が結成され、物証の再検討や聞き込みなどを行うことになった。事件当時より進歩した科学捜査の技術によって物証を再検討することで犯人への手掛かりが浮上することに期待をかけた最後の捜査だったが、当時も犯人の目星がついていたわけではなく、飯田署長の横沢曰く「時効を前にしてぜひ挙げてみたいという気持ち」であった。特捜本部は警察庁に依頼して血液鑑定を行い、当時の物証に付着していた血痕を人間の血液と断定したものの、それを被害者のものか否かまで判別することはできなかった。
県警首脳捜査部が現場中心の聞き込み、凶器の捜索、被疑者の再検討、証拠品の再鑑定などを中心とした最終捜査を行ったが、新事実の発見はなかった。また同時期に選挙違反事件の追及などが重なったため、捜査は時効成立前に事実上打ち切られていた。県警は同年5月6日に被疑者不明として事件を検察庁へ送致し、同月9日をもって捜査を打ち切った。犯行終了時刻は1946年5月9日中と推定されたため、当時の刑事訴訟法第250条の規定（法定刑が死刑に相当する罪の場合は15年）により、発生から15年後の1961年5月10日0時をもって公訴時効が成立した。日本の敗戦からサンフランシスコ条約調印による国際社会復帰までの7年間に日本国内で発生した凶悪事件としては初の未解決事件となった。これ以降は犯人が判明したとしても処罰することはできなくなったが、横沢は時効成立後でも15年間の捜査のミスを知るため、新資料が出れば調査を行うと述べていた。
事件の全容を記録した約4,000ページの捜査記録は時効成立から約1年後に処分された。

## 事件当時の世相
長野県では当時、終戦直後の極度の生活難と食糧不足を背景とした凶悪犯罪が続発しており、1951年（昭和26年）ごろまでは刑法犯が異常に発生する状態が続いていた。1946年に長野県内で発生した凶悪事件は、殺人事件（嬰児殺を含む）が39件、強盗事件が49件を数えた。桜井袈裟慶はこの一家7人殺害事件について、当時の世相を象徴する凶悪犯罪として長野県の犯罪史に特筆された事件であると評している。
この一家7人殺害事件とともにその世相の象徴とされる事件が、濁川小屋の殺しもしくは慈恵医大生殺し（銀めし）事件、銀めし事件と称される事件である。同事件は同年7月9日、北安曇郡平村の山小屋「濁小屋」で、烏帽子岳から槍ヶ岳を経由して上高地まで縦走しようとしていた東京慈恵会医科大学山岳部員の男子学生4人が殺傷されて（うち2人が死亡）所持品をすべて奪われたという事件である。同事件の犯人である男2人は食糧を持たないまま登山に来ており、「濁小屋」で夜を明かそうとしていたところ、被害者である学生たちの食べていた白米などの食糧を奪おうと考えて犯行におよんでいた。犯人2人は強盗殺人・同未遂の罪に問われ、同年11月28日に長野地裁松本支部で、1947年8月11日に東京高裁でそれぞれ死刑判決を言い渡された。2人は最高裁への上告を取り下げて死刑が確定、1948年7月13日に仙台で死刑を執行された。
飯田署管内でもこの事件の発生当時は敗戦による動揺や、食糧・衣類などの物資欠乏による強盗殺人などの犯罪が続発していた。同年2月9日には、飯田市追手町で高齢女性が殺害される強盗殺人事件が発生している。加えて同年7月15日に飯田市内で発生した大規模火災（117棟158戸が焼失）や、翌1947年4月20日に発生した飯田大火といった事件・災害が続発したことにより、住民たちは一層の不安と動揺を与えられることとなった。
このような食糧難は長野県外の都市部でも社会問題化しており、配給だけでは家族に満足な食事をさせられないことから、闇市で高値の食料を購入して飢えを凌ぐ者が少なくなかった。同年に東京の皇居前広場で開催された11年ぶりのメーデーでは「米をよこせ」というスローガンが掲げられ、参加者の中には天皇を揶揄するプラカードを掲げたために不敬罪で起訴された者もいた。

## 事件後
この市田村における一家7人殺害事件が未解決に終わっていたことから、長野県民の間では1948年の時点で、一家皆殺し事件は絶対に検挙されないだろうと確信されていたという。このため同年12月19日に小県郡長瀬村（現：上田市）で煙草雑貨商一家3人が殺害される強盗殺人事件が発生した際には、地元では警察を頼りにならないと感じて番犬を飼う者が続出したというが、こちらの事件は犯人の指紋が採取できたことや、地元住民の捜査協力が得られ、聞き込み捜査で被害者宅に出入りしていた不審な人物に関する有力な情報が提供されたことなどが功を奏し、翌1949年3月5日に被疑者が逮捕されて解決している。市田村の事件の管轄署だった下伊那地区警察署（現：飯田警察署）管内でも、1949年11月22日に下伊那郡伍和村（現：阿智村）で煙草屋を経営していた高齢女性（当時61歳）が殺害される強盗殺人事件が発生したが、こちらの事件でも1950年3月17日に被疑者が逮捕されている。同署の高野生は伍和村の事件を解決できた要因として、同署管内では1950年（昭和25年）3月時点で市田村の事件以外にも1件未解決の殺人事件があり、伍和村の事件に対しては捜査員たちの間に「是が非でも検挙しなければならぬ」という意気込みがあり、長期捜査でも不平不満が出なかったこと、また現場保存と検証が完全に行われたことなどを挙げている。
市田村の一家7人殺害事件は発生から11年余りが経過した1958年（昭和33年）時点では、長野県警から「戦後、犯罪史に残る最初にして最大の凶悪犯」と評され、「世にもまれな残酷事件」として人々の間で語り継がれていたが、斎藤充功によれば、事件から68年後の2014年時点では事件を知る者は地元の人間以外ほとんどいない。事件当時12歳（小学6年生）だった女性（2014年時点で80歳）は斎藤の取材に対し、事件後は集団登校するようになったことや、夜になると家族全員が1部屋に集まって就寝するようになったことなどを語っている。
事件から58年後の2004年8月と9月には高森町で2件の連続強盗殺人事件（被害者2人はいずれも独居老人）が発生したが、これらの事件は町内では市田村の一家7人殺害事件以来となる殺人事件（8月の事件が戦後2件目、9月の事件が3件目）であり、地元に古くから住む人々に対し、一家7人殺害事件の忌まわしい記憶を呼び覚ます格好となった。同年時点で高森町は人口約1万3000人の町だったが、58年間にわたって殺人事件が発生していなかったことに加え、町民のうち約3,200人が高齢者であり、また顔見知りが多かったことから、夜も鍵をかけない家が多く、町も「安全と安心」をうたっていたという。これら2事件はいずれも、同年4月に飯田市で独居老人が殺害された強盗殺人事件や、同年1月に愛知県春日井市でタクシー運転手が殺害された強盗殺人事件とともに、飯田市在住の男による連続殺人事件であったことが判明している。
梓林太郎はこの一家7人殺害事件から着想を得て、推理小説『茶屋次郎シリーズ』の1作『天竜川殺人事件』を執筆し、2006年（平成18年）に発表した。同作の時代設定は発表年と同じ2006年であるが、劇中では2年前に飯田市と高森町で発生した前述の連続殺人事件に加え、同事件から58年前（劇中の時代から遡って60年前）に発生した事件として、市田村の一家7人殺害事件が語られている。ただし史実の事件とは異なり、劇中で語られている一家七人殺し事件の被害者女性（「滝島カネ」という仮名、史実事件の被害者A1に相当）には当時15歳の長男・常安がおり、彼だけは事件が起きた際に飯田市の桶屋に住み込み修業中だったため難を逃れたものの、事件後に行方を晦ましたという設定になっている。梓は一家7人殺害事件が発生した当時、母とともに母の実家（現場から約4 km離れた地点）に身を寄せていたが、その実家のトイレが屋外にあったことから、事件を聞いて夜は用足に行けないほど怖く、気味が悪くなったことを覚えていると述べている。同作は『旅行作家・茶屋次郎』シリーズ（主演：橋爪功）の1作「信州天竜川殺人事件」としてテレビドラマ化され、2007年5月2日にテレビ東京系列の『水曜ミステリー9』枠で放送された。

## 関連書籍
- 横川博巳 著「市田村一家七人殴殺事件」、信濃毎日新聞社開発局出版部 編『長野県百科事典』信濃毎日新聞社、1974年1月20日、52頁。doi:10.11501/12155193。 NCID BN01567082。NDLJP:12155193/33。
- 村野薫「第四部 七人殺し > 薪割り斧で七人の頭を割った殺人鬼はどこかに消えた【長野・市田村の一家7人殺害事件】」『日本の大量殺人総覧』新潮社〈ラッコブックス〉、2002年12月20日、72-73頁。ISBN 978-4104552153。 NCID BA61864222。国立国会図書館書誌ID:000004067875・全国書誌番号:20383046。